# Municipio de Van Buren (condado de Keokuk)
El municipio de Van Buren (en inglés: Van Buren Township) es un municipio ubicado en el condado de Keokuk en el estado estadounidense de Iowa. En el año 2010 tenía una población de 296 habitantes y una densidad poblacional de 3,35 personas por km².

## Geografía
El municipio de Van Buren se encuentra ubicado en las coordenadas 41°22′38″N 92°14′17″O / 41.37722, -92.23806. Según la Oficina del Censo de los Estados Unidos, el municipio tiene una superficie total de 88.34 km², de la cual 88,24 km² corresponden a tierra firme y (0,11 %) 0,1 km² es agua.

## Demografía
Según el censo de 2010, había 296 personas residiendo en el municipio de Van Buren. La densidad de población era de 3,35 hab./km². De los 296 habitantes, el municipio de Van Buren estaba compuesto por el 98,65 % blancos, el 0,68 % eran asiáticos, el 0,68 % eran de otras razas. Del total de la población el 0,68 % eran hispanos o latinos de cualquier raza.